# Chron
Een chron is de kleinste eenheid van tijd die gebruikt wordt in de geochronologie. Een chron is een onderverdeling van een tijd (Engels: age).
De term chron wordt ook gebruikt in de magnetostratigrafie en staat dan voor een tijdsinterval tussen omkeringen van het aardmagnetisch veld. Chrons worden genummerd waarbij oudere chrons een hoger nummer krijgen. Een chron bestaat altijd uit twee delen: een periode met "normaal" magnetisch veld (zoals de huidige situatie, aangegeven met de letter n) en een periode met een omgekeerd magnetisch veld (aangegeven met de letter r).
Bij beide betekenissen van chron wordt het chronostratigrafische equivalent een chronozone genoemd.
Een stadium is een verouderde onderverdeling van een glaciaal en heeft daarom de rang van chron.